# Víctor Hugo Morales
Víctor Hugo Morales Pérez (Cardona, Soriano, 26 de diciembre de 1947) es un periodista y actor uruguayo. Es especialmente conocido por su labor como narrador de partidos de fútbol, hasta el punto de ser considerado en ocasiones como «el relator deportivo por excelencia de habla hispana».

## Biografía

### Comienzos
Su actividad periodística comenzó en 1966 cuando, con 19 años, trabajó como relator y locutor en Radio Ariel de Uruguay. En 1969 fue nombrado jefe de deportes de Radio Ariell.
El año siguiente fue nombrado director de Radio Oriental de Uruguay, en la que trabajó hasta 1981. En paralelo fue informativista deportivo en el programa Telenoche 4 de Canal 4 de Montevideo.
En enero de 1981 decidió abandonar Uruguay y radicarse en Argentina.
Consultado en 2006 sobre las razones que lo había llevado a esta decisión, Morales respondió:

Hubo un momento en el que me sentí un poco perseguido. Me amonestaron muchas veces por algo que había dicho, cuando aquello del jugador Filipini de Defensor que saludó a su hermano detenido en la cárcel de Libertad y yo adherí al saludo, me llamaron y me dijeron que tenía «tarjeta amarilla». [...] Y me asusté cuando fui preso 27 días por una pelea en un partido de fútbol de los que jugaba casi todos los días de mi vida ―recuerde que tenía un cuadro con el que anduvimos por el país y la capital haciendo beneficios, y entre el fútbol de once y el de cinco jugábamos más de 100 partidos por año― un lío como los que el fútbol produce de a cientos por calenturas del momento. Conocía algunos militares, un mayor Grosso, un capitán Cedrés de Huracán (que todavía está en el club), casualmente por partidos de fútbol que habíamos jugado, pero no tenía cómo saber a través de ellos hasta qué punto estaba observado. Y no creía que tuvieran demasiada influencia. Yo visitaba en Holanda a un amigo entrañable que había sido tupamaro, el Gorrión Pérez Uria...
Entrevista a Víctor Hugo Morales en el diario El País (Montevideo) del 23 de abril de 2006.

Fue encarcelado y llevado por el régimen militar de su país  cuatro veces en el 76 y 77  a declarar a los cuarteles, hasta que finalmente la Asociación del Fútbol Uruguayo prohibiera la voz más popular de la radio en el país en el 78. 

¿Cómo puede ser? Ellos [los militares], por supuesto, eran los que tenían todo bajo control. Si yo tenía banca con ellos [los militares], con Grosso, ¿cómo permitieron que me metieran preso en 1980? ¿Cómo no hubo un militar que dijera «a ese no lo toquen»? Les voy a leer una de las ocasiones en las que yo mismo dije lo que ahora [ellos] toman como una novedad. Justamente de Grosso (y Cedrés, que debe estar en el libro) 23 de abril de 2006, en el diario El País de Montevideo.
Víctor Hugo Morales en su programa de radio La Mañana por radio Continental.

Ha recibido el respaldo de los principales organismos de derechos humanos de Argentina Madres de Plaza de Mayo, Abuelas de Plaza de Mayo, HIJOS y Familiares de Desaparecidos y Detenidos por Razones Políticas y el Frente Amplio expresaron su apoyo a Morales y repudiaron «la operación mediática que intenta vincularlo con la dictadura uruguaya». El senador del Frente Amplio del Uruguay, Rafael Michelini ―hijo de Zelmar Michelini, senador uruguayo asesinado en Buenos Aires en mayo de 1976, durante las dictaduras argentina y uruguaya― también respaldó a Morales. El 5 de agosto de 2012 se publicó una solicitada apoyando a Morales firmada por distintas personalidades de la cultura y la política, y representantes de organismos de derechos humanos y sociales de Argentina y Uruguay: «Las injurias en las que fue involucrado responden a una etapa más de las amplias campañas que vienen realizando quienes pretenden continuar imponiendo su visión del mundo». La Confederación de Trabajadores de la Educación de la República Argentina (CTERA), se pronunció en el mismo sentido en un comunicado. En marzo de 2012, Víctor Hugo solicitó al gobierno de su país el resumen de la información policial reservada con el seguimiento que se hacía sobre sus actividades diarias en los años de la dictadura uruguaya. El ministerio del Interior de Uruguay le otorgó esos registros, que van desde el 20 de marzo de 1973 al 21 de agosto de 1998.

### Trayectoria periodística en Argentina
Víctor Hugo Morales trabajó en Radio El Mundo desde febrero hasta diciembre de 1981, para luego realizar el programa Sport 80 en Radio Mitre desde enero de 1982 hasta diciembre de 1985. En enero de 1986 fue nombrado director general de Deportes en Radio Argentina, relatando la Copa Mundial de Fútbol de 1986 celebrada en México. En enero de 1987 llegó a Radio Continental, donde desarrolló una extensa labor periodística como director de deportes y relator. Compatibilizó esta tarea con la conducción de programas diarios de interés general, y con la producción y conducción de los programas El Polaco es Gardel, Con todo afecto, Por deporte, Competencia, La Radio y La Mañana.
En su tarea como relator de fútbol, se recuerda especialmente su narración del gol que le marcó Diego Maradona a la selección de Inglaterra el 22 de junio de 1986, conocido como el Gol del siglo. Durante este relato nombró a Maradona como «barrilete cósmico».

Enrique engancha, la va a tocar para Diego, ahí la tiene Maradona, lo marcan dos, pisa la pelota Maradona, arranca por la derecha el genio del fútbol mundial, deja el tendal y va a tocar para Burruchaga... ¡Siempre Maradona! ¡Genio! ¡Genio! ¡Genio! Ta-ta-ta-ta-ta-ta-ta-ta... Gooooool... Gooooool... ¡Quiero llorar! ¡Dios Santo, viva el fútbol! ¡Golaaazooo! ¡Diegoooool! ¡Maradona! Es para llorar, perdónenme... Maradona, en recorrida memorable, en la jugada de todos los tiempos... Barrilete cósmico ¿de qué planeta viniste para dejar en el camino a tanto inglés, para que el país sea un puño apretado gritando por Argentina? Argentina 2, Inglaterra 0. Diegol, Diegol, Diego Armando Maradona... Gracias, Dios, por el fútbol, por Maradona, por estas lágrimas, por este Argentina 2, Inglaterra 0.
Víctor Hugo Morales

Desde 1998 hasta 2024 fue conductor en LRA Radio Nacional del programa A título personal, que también producía en el Canal (á). Su tarea en la radio era simultánea a una presencia constante en televisión que viene de sus primeros años profesionales en su Uruguay natal.
Ha conducido ciclos de cultura general como Martini y Antel preguntan (1999), Cincuenta años de televisión (2006) y Tiempo límite (2008).
En 1985 condujo El espejo... Para que la gente se mire por Canal 13, programa que luego le dejó a César Mascetti y Silvina Chediek debido a que sus actividades como relator deportivo le impedían darle continuidad a su presencia en el ciclo.
En abril de 1987 debutó el programa informativo matinal Desayuno, también por Canal 13. El programa sufrió un cambio de conductor (fue reemplazado por César Mascetti) y finalmente fue cancelado en diciembre de 1988, debido a que la emergencia energética obligó al canal a emitir solo por las tardes.[cita requerida].
En mayo de 2000, Desayuno volvió al aire con Victor Hugo como conductor, esta vez por Canal 7: ese ciclo -con el popular "Pepe Pompín"- terminó por imponer en la TV argentina los informativos tempranos, previos a la jornada de trabajo, donde se informa sobre el transporte y el clima a la par de otros temas. En julio de 2006 el programa fue levantado por parte de la emisora. Rosario Lufrano, la entonces directora ejecutiva del canal estatal, declaró que el programa «cumplió un ciclo». Morales, por su parte, opinó que el programa era molesto para el gobierno por ser "un espacio independiente y de criterio libre".

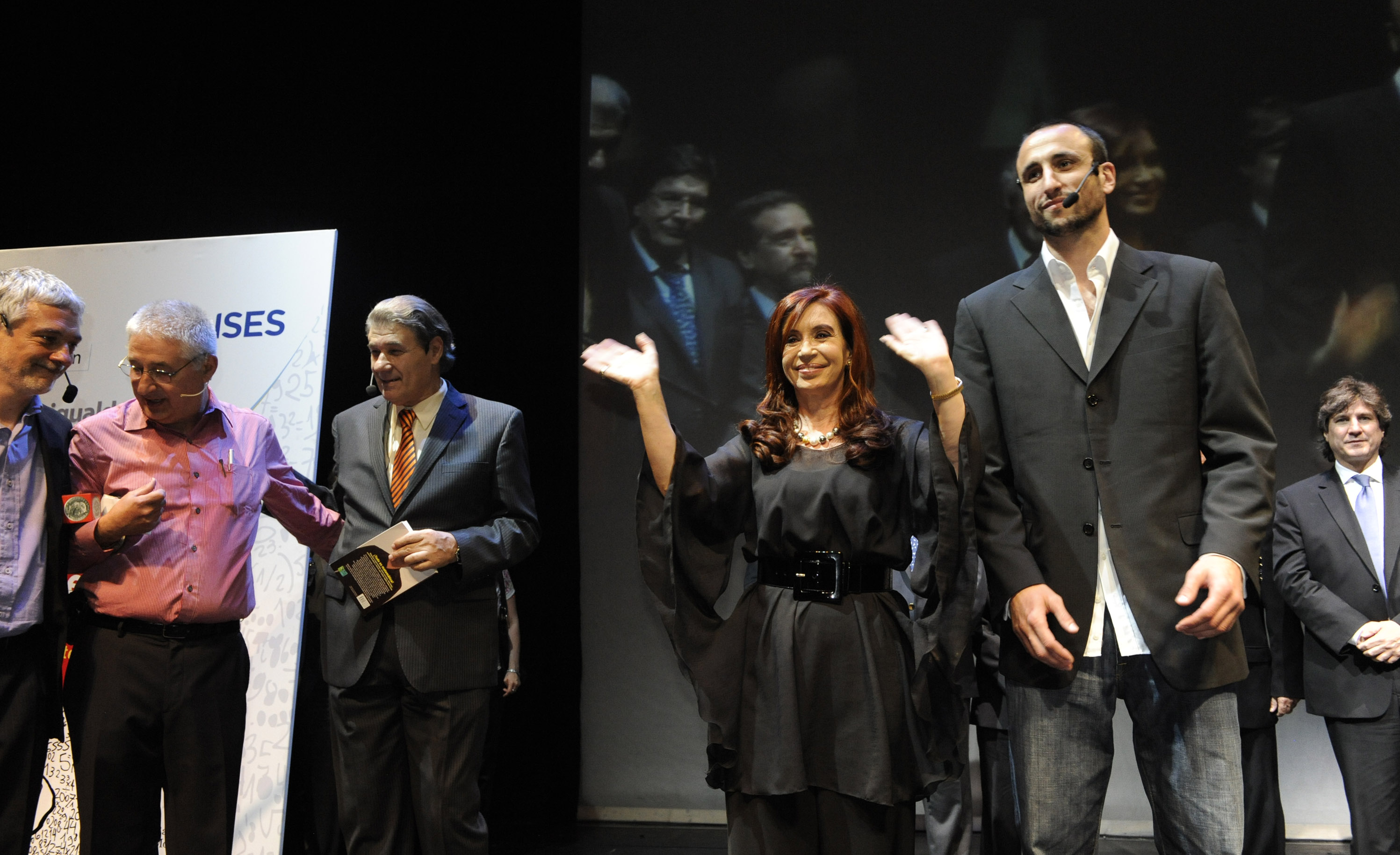
Víctor Hugo Morales (el tercero desde la izquierda) en la presentación de un libro de Adrián Paenza, con la presencia de la entonces presidenta Cristina Fernández y el baloncestista Manu Ginóbili.

En 2010 tuvo una aparición en la película cómica argentina Pájaros volando, protagonizada por Diego Capusotto y Luis Luque.
En 2011 participó del ciclo de Alejandro Dolina transmitido por canal Encuentro llamado Recordando el show de Alejandro Molina.
El 20 de abril de 2011 transmitió la final de la Copa del Rey entre Real Madrid y FC Barcelona para la Cadena SER de España, en conjunto con otras diez emisoras latinoamericanas pertenecientes al Grupo Prisa.
Para la Copa Mundial de Fútbol de 2014, que se desarrolló en Brasil, condujo con Maradona el programa televisivo De zurda para el canal venezolano TeleSUR, donde ofrecieron un resumen de la jornada futbolística tras los partidos.
Entre 2010 y 2015 condujo el programa periodístico Bajada de línea por Canal 9.
En 2007 empezó un programa informativo en Radio Continental llamado La mañana, acompañado por Cynthia García, Daniel López, Matías Canillán y Jorge Elías, entre otros.
El 11 de enero de 2016, el programa fue cancelado por la empresa debido a «reiterados incumplimientos contractuales que alteraron el normal desarrollo de las emisiones».
Morales sostuvo que no existió un incumplimiento de su parte y que se trató de un acto de censura debido a presiones políticas.
El 16 de enero de 2016, fue contratado por Radio 10, donde condujo esa mañana la primera hora del programa Marca de Radio, en Radio 10, y analizó el primer mes de gobierno de Mauricio Macri, lo que iba a realizar en radio Continental el día de su despido y cuando no lo dejaron hacer su programa.
El 16 de mayo de 2016, comenzó a trabajar como conductor en el canal C5N de 18 a 21 horas del noticiero central del canal.
Con el programa El diario, reemplazando a la dupla de Pablo Duggan y Julia Mengolini, y compitiendo directamente con su viejo colega de la radio, Nelson Castro, quien conducía el noticiero vespertino de la señal TN. El 17 de noviembre de 2017 tras la venta al Grupo Indalo y rumores de una compra del multimedio, C5N decidió despedir a Víctor Hugo Morales y a Roberto Navarro, quienes eran dos de las voces más críticas del Gobierno que quedaban en el canal. En abril de 2018, regresó al programa El diario como columnista.
Nuevamente en 2018, con Diego Maradona, condujo un programa especial para TeleSUR sobre la copa del mundo en Rusia denominado De la mano del 10, similar a De zurda.
En 2020 volvió como columnista de El diario en C5N y estrenó en el mismo canal su programa semanal "Batalla cultural".
En 2022 conduce Zurda Infinita, similar a De Zurda y De la Mano del 10 para Telesur y DeporTV junto a Juan Pablo Sorín

## Causa judicial
En julio de 2014 el CEO del Grupo Clarín, Héctor Magnetto lo denunció por supuestas «manifestaciones calumniosas e injuriosas» reclamándole una indemnización de dos millones de pesos.
En julio de 2014 fue condenado por la Cámara de Apelaciones en lo Comercial, junto a Eduardo Metzger ―el productor del programa Desayuno― y a Canal 7, a resarcir con casi 3,5 millones de pesos a la empresa Cablevisión por la emisión ilegal del partido por la Copa Intercontinental del año 2000. Tras ser sobreseído en un fallo de primera instancia, Morales justificó la transmisión del partido alegando que era para quebrar la posición monopólica de Cablevisión, que por entonces pertenecía a Liberty Media y al Fondo Hicks. En 2015 la Corte Suprema de Justicia dejó firme la condena en su contra.

## Radio
| Período       | Programa                        | Tipo               | Radio                                    |
| ------------- | ------------------------------- | ------------------ | ---------------------------------------- |
| 1983-1984     | El Polaco es Gardel             | Tango              | Radio Mitre                              |
| 1985-1986     | Con todo afecto                 | Interés general    | Radio Del Plata                          |
| 1987-2015     | Por Deporte                     | Programa deportivo | Radio Continental                        |
| 1987-2016     | Competencia                     | Programa deportivo | Radio Continental                        |
| 1998-2015     | A título personal               | Interés general    | Radio Nacional Clásica                   |
| 1998-2021     | El primer clásico del domingo   | Programa musical   | Radio Nacional Argentina y Radio Clásica |
| 2003-2007     | Desayuno Continental            | Interés general    | Radio Continental                        |
| 2007-2016     | La Mañana                       | Interés general    | Radio Continental                        |
| 2016-presente | La Mañana con Víctor Hugo       | Interés general    | Radio 10                                 |
| 2017-2022     | Relatores. El fútbol va con vos | Programa deportivo | Radio Nacional                           |
| 2019-2024     | Estación Piazzolla              | Programa musical   | Radio Nacional                           |
| 2023-presente | Relatorxs.                      | Programa deportivo | Radio 10                                 |

## Televisión
| Período                | Programa                               | Canal              |
| ---------------------- | -------------------------------------- | ------------------ |
| 1982                   | Polémica en el Fútbol                  | Canal 9 Libertad   |
| 1983                   | Pinky y Fontana en Persona             | ATC                |
| 1984-1985              | El Espejo... Para que la Gente se Mire | Canal 13           |
| 1986                   | El Espejo del País                     | ATC                |
| 1987 y 2000-2006       | Desayuno                               | Canal 13/Canal 7   |
| 1988                   | Edición Especial                       | Canal 13           |
| 1989                   | Canal 13 Informa                       | Canal 13           |
| 1989                   | Titulares 13                           | Canal 13           |
| 1994                   | La Noche Menos Pensada                 | Canal 9 Libertad   |
| 1995                   | Poliladron                             | Canal 13           |
| 1995-1996              | Nuevediario                            | Canal 9 Libertad   |
| 1996                   | El Espejo                              | Canal 9 Libertad   |
| 1999                   | La Argentina de Tato (Julio Sosa)      | Canal 13           |
| 1999                   | Martini y Antel preguntan              | Teledoce           |
| 2006                   | La magia de la televisión              | Telefe             |
| 2008                   | Tiempo Límite                          | Telefe             |
| 2008                   | A título personal                      | Encuentro          |
| 2008-2010              | Protagonistas de la segunda Argentina  | Canal 7 y Canal 26 |
| 2010-2015              | Bajada de línea                        | Canal 9            |
| 2011                   | Proyecto aluvión                       | Canal 9            |
| 2013-2014              | Voces de Cambio                        | Telesur            |
| Mundial de Fútbol 2014 | Víctor Hugo Mundial                    | DeporTV            |
| Mundial de Fútbol 2014 | De Zurda (con Maradona)                | Telesur            |
| Copa América 2015      | De Chilena (con Alejandro Apo)         | Telesur            |
| 2015                   | La Entrevista Decide                   | Telesur            |
| 2015-2016              | Fútbol Compacto                        | DeporTV            |
| 2016-2023              | El diario                              | C5N                |
| 2017-2018              | Vía de escape                          | El Destape Web     |
| 2018                   | De La Mano del 10 (con Maradona)       | Telesur            |
| 2020-2021              | Batalla cultural                       | C5N                |
| 2022                   | Zurda Infinita (con Juan Pablo Sorín)  | Telesur y DEPORTV  |
| 2025                   | La colunma de Victor Hugo              | IP Noticias        |

## Libros
| Año  | Título                                                    | Editorial              | ISBN                   | Otros                                                  |
| ---- | --------------------------------------------------------- | ---------------------- | ---------------------- | ------------------------------------------------------ |
| 1979 | El intruso                                                | Ediciones de la Plaza  |                        |                                                        |
| 1998 | Un grito en el desierto                                   | Editorial Sudamericana | ISBN 950-07-1374-8     | Ensayo novelado acerca de la realidad latinoamericana. |
| 2006 | Hablemos de fútbol. Maradona, Bilardo, Pekerman, Zamorano | Editorial Planeta      | ISBN 970-37-0505-7     |                                                        |
| 2006 | Hablemos de fútbol                                        | Editorial Planeta      | ISBN 950-49-1481-0     | coautor: Roberto Perfumo.                              |
| 2007 | Hablemos de fútbol (B)                                    | Booket                 | ISBN 978-987-580-181-3 | coautor: Roberto Perfumo.                              |
| 2009 | Víctor Hugo × Víctor Hugo Morales                         | Editorial Sudamericana | ISBN 978-9974-683-14-3 |                                                        |
| 2013 | Víctor Hugo, una historia de coherencia y convicción      | Editorial Al Arco      | ISBN 978-9974-683-14-3 | autor: Julián Capasso.                                 |
| 2013 | Barrilete cósmico (el relato completo)                    | Interzona              | ISBN 978-987-1920-26-6 |                                                        |
| 2014 | Audiencia con el diablo                                   | Aguilar                | ISBN 978-987-04-3448-1 |                                                        |
| 2015 | Mentime que me gusta                                      | Aguilar                |                        |                                                        |
| 2015 | El rebenque del diablo                                    | Ediciones Colihue      | ISBN 978-987-684-268-6 |                                                        |
| 2016 | Mentir a diario                                           | Ediciones Colihue      | ISBN 978-987-684-269-3 | coautor: Mateo Grille.                                 |
| 2017 | Papel prensa, el grupo de tareas                          | Ediciones Colihue      |                        |                                                        |
| 2017 | La herida azul                                            | Ediciones Colihue      | ISBN 978-987-684-292-1 | Libro de poesías                                       |
| 2018 | Demanda contra demanda                                    | Ediciones Colihue      | ISBN 978-987-684-287-7 |                                                        |
| 2020 | La Batalla Cultural                                       | Ediciones Colihue      | ISBN 978-987-684-380-5 | Investigación Periodística Política                    |

## Premios
- Premio Konex:
  - 1987 Diploma al Mérito: Deportiva Audiovisual.
  - 1997 Diploma al Mérito: Deportiva Audiovisual.
  - 2001 de Platino: Conductor.
  - 2007 de Platino: Deportiva Audiovisual.
  - 2007 Diploma al Mérito Comunicación - Periodismo[53]
- 2010 Premio Perfil a la Libertad de Expresión[54]
- 2011 Ciudadano Ilustre de la Ciudad de Buenos Aires.
- 2011 ganador como conductor en AM en los Premios Éter
- 2012 Premio Azucena Villaflor otorgado por la presidenta Cristina Fernández, por su rol comprometido con la democracia y los derechos humanos.[55]
- 2012 Premios Éter mejor conductor radial.[56]
- Premio Rodolfo Walsh otorgado por la Facultad de Periodismo de La Plata.[57]
- 2013 ganador como conductor Premio Éter AM/FM ("La mañana de Víctor Hugo"-Continental)[58]
- 2015 Premio Éter mejor conductor.[59]